# Bombacopsis quinatum
Bombacopsis quinata conocida como pochote, saqui-saqui, ceiba roja o cedro espino, es una especie fanerógama de árbol, de la familia Malvaceae. Se puede encontrar en los bosques secos tropicales de Costa Rica, Nicaragua, Panamá, Venezuela y Colombia. Los cedros espinos tienen largas y puntiagudas espinas en su tronco y ramas. La madera de la especie es muy valiosa y apetecida por su alta estabilidad dimensional, por su resistencia al ataque de termitas y plagas, su fácil trabajabilidad y su excelente acabado y aspecto. Existen plantaciones puras en Colombia, Costa Rica, Honduras, Panamá y Venezuela. Algunas empresas han desarrollado también programas de mejoramiento genético de la especie y cuentan con huertos semilleros clonales y programas de propagación clonal.  La especie también se planta en cercas alambradas.